# Галінув
Галі́нув (пол. Halinów) — місто в центральній Польщі.
Належить до Мінського повіту Мазовецького воєводства.  Місто розташоване на річці Длуґа та знаходиться в 25 км на схід від Варшави. У 1975-1998 роках місто адміністративно належало до Варшавського воєводства.

## Демографія
Демографічна структура станом на 31 березня 2011 року:
|          | Загалом | Допрацездатний вік | Працездатний вік | Постпрацездатний вік |
| -------- | ------- | ------------------ | ---------------- | -------------------- |
| Чоловіки | 1724    | 410                | 1151             | 163                  |
| Жінки    | 1801    | 361                | 1090             | 350                  |
| Разом    | 3525    | 771                | 2241             | 513                  |